# Ormosia arisanensis
Ormosia arisanensis är en tvåvingeart som beskrevs av Alexander 1924. Ormosia arisanensis ingår i släktet Ormosia och familjen småharkrankar.
Artens utbredningsområde är Taiwan. Inga underarter finns listade i Catalogue of Life.